# Lydia Weiss
Lydia Weiss (* 14. Mai 1939 in Wien) ist eine österreichische Balletttänzerin, Schauspielerin und Sängerin. Als „Fernsehkindergartentante Pippa“ war sie das weibliche Gegenstück zu Clown Enrico (Heinz Zuber) in der ORF-Kindersendung „Am dam des“.

## Leben
Lydia Weiss wuchs in ärmlichen Verhältnissen in Wien auf. Vor den Bombenangriffen auf Wien flüchtete ihre Mutter mit ihr ins Waldviertel nach Groß Eberharts im Raum Waidhofen an der Thaya. Dort wohnten sie einige Jahre bis zur Besatzungszeit der Russen. Mutter Franziska investierte ihr als Putzfrau verdientes Geld in die Ausbildung ihrer Tochter.
Nach der Rückkehr nach Wien erhielt Lydia Ballettunterricht und Sprechausbildung im Studio Dannbacher und war ab 1950 regelmäßig, neben dem Volksschulbesuch, im Österreichischen Rundfunk, damals RAWAG, als Kinderschauspielerin tätig, ebenso als Elevin der Wiener Volksoper. Sie ging mit dem Dia Lucca Ballett auf Tournee nach England und wirkte in der Operette „Merry Widow“ (Lehárs „Die lustige Witwe“) neben Jan Kiepura und Martha Eggerth mit. Bei dieser Gelegenheit trainierte Lydia mit dem Sadler-Wells-Ballett. Auf dem Eis wurde sie ASKÖ-Jugendmeisterin.
Im Kino war sie 1958 als Partnerin von „Conny“ Froboess und Fred Bertelmann zu sehen und auch neben Peter Kraus und Paula Wessely. „Wenn das mein großer Bruder wüsste“, „Hulla hopp Conny“, „Die geschiedene Frau“ sind nur einige der Filme, in denen Lydia Weiss mitwirkte.
Da Lydia Weiss bei der Aufnahmeprüfung am Max-Reinhardt-Seminar wegen „bühnenunwirksamer Ausstrahlung“ durchfiel, nahm sie bei Dorothea Neff Privatunterricht und wurde Soubrette und Komödiantin. Sie spielte Kindermärchen, tanze sowohl im Österreichischen Fernsehen als auch am damaligen „Theater der Jugend“ in Wien, in Musicals und als wirkte als Sängerin, arbeitete für das Deutsche Fernsehen Köln und spielte Kabarett. Sie sang Arthur Honegger genauso wie Franz Lehár, Paul Burkhard oder die Polly Peacham in Brecht/Weills Dreigroschenoper.
Lydia Weiss war unter anderem Partnerin von Elfi Mayerhofer in „Die Pariserin“, von Lil Dagover in „Eine etwas sonderbare Dame“, von Freddy Quinn im Musical „Prärie Saloon“, von Thomas Fritsch in „Monpti“, von Giuseppe Di Stefano in Franz Lehárs „Land des Lächelns“, von Monika Peitsch in „Blick zurück im Zorn“, von Josef Meinrad und Alma Seidler in „Der Unbestechliche“ von Hugo von Hofmannsthal.
„Katharina Knie“ mit Carl Raddatz war wohl eine ihrer Lieblingsrollen und vermutlich auch ein Grund dafür, dass sie ihre 1976 geborene Tochter so nannte.
Ihre Spielorte waren über das deutschsprachige Europa verteilt. Vom Theater des Westens in Berlin bis zum Theater am Dom in Köln, vom Theater an der Wien bis zum Basler Stadttheater, von der Bregenzer Festspielen, wo Weiss die Welturaufführung von Robert Stolz: „Die Trauminsel“ sang, bis zu den Stockerauer Festspielen, wo sie ab 1978 für einige Jahre Dauergast des Intendanten Jürgen Wilke war.
Sie wurde 1975 vom Intendanten der Wiener Festwochen Ulrich Baumgartner für die Rolle der Anachoana in Jura Soyfers „Christoph Columbus“ in ihre Heimatstadt Wien engagiert. Nach ihrem Gastspiel in der Arena stellten sich laufend Angebote ein. So kehrte sie 1976 endgültig nach Wien zurück, heiratete und schenkte einer Tochter das Leben. Sie ist in den Besetzungslisten der Arena 75 und Arena 76 genauso zu finden, wie in der Kleinen Komödie im Theater am Kärntnertor, wo sie mit ihrer Darstellung der Hauptrollen in „Pepsie“, „Scher Dich zum Teufel, Karin“, „No sex, please - we are british“ oder „Und das am Hochzeitsmorgen“ die Stücke zu Dauerbrennern machte. Das Theater Die Tribüne holte sie für „August, August“ von Pavel Kohout. Und der ORF für die Kabarettserie: „G’schichten über…“ mit Erwin Steinhauer, Gunther Philipp, Kurt Sowinetz und vielen anderen. Auch im legendären „Mundl, ein echter Wiener geht nicht unter“ war sie an der Seite von Karl Merkatz zu sehen und in „Leihopa“ mit Alfred Böhm.
Lydia Weiss entdeckte mit dem Heranwachsen ihrer Tochter ihre Liebe zu Kinderstücken wieder neu und spielte einige Jahre bei Evamaria Kaisers Kindertheatergruppe „Kaikukas“ mit, landete mit ihnen bei TV Kindersendungen, wie „Am dam des“ und „Betthupferl“. Dort traf sie auf ihren „alten“ Regisseur Peter Dörre, der sie als TV-Kindertante vorschlug, mit Erfolg. An diesem Platz erhielt sie die „TV-Krone“ eine Auszeichnung Österreichs größter Tageszeitung, der Kronen Zeitung: „Fernsehkrone für ein TV-Lachen“, ihr Markenzeichen. Wenig später erfand man für sie die Figur „Pippa“, das weibliche Pedant zu Heinz Zubers „Enrico“. „Gendarmerieposten Sulzenau“ war die letzte Fernsehserie, in der sie mitspielte, als Film-Ehefrau von Heinz Petters.
In den späten 1980er Jahren zog sich Lydia Weiss ins Privatleben zurück und widmete sich fortan ehrenamtlich diversen Sozialaufgaben. Im April 1999 war sie noch einmal in einem kleinen Lebensrückblick von Bea Thiemhard in der Fernsehsendung „Willkommen Österreich“ zu sehen. Vielen Radiohörern klingt es heute noch in den Ohren, wenn sie als Moderatorin der legendären Österreichischen Samstag-Nacht-Sendung „Tanzmusik auf Bestellung“ ihren Abschiedstext sprach: „… wenn Sie noch aufbleiben, gute Unterhaltung, gehen sie aber schlafen, dann wünsche ich Ihnen eine gute Nacht.“

## Filmografie
- 1959: Wenn das mein großer Bruder wüßte
- 1959: Die Liebe des Jahres
- 1960: Das Spiel vom lieben Augustin
- 1961: Die Ballade vom Franz und der Marie
- 1963: Frau Holle
- 1967: Astoria
- 1972: Der Datterich
- 1979: Ein echter Wiener geht nicht unter
- 1979–80: Kabarett zu den vier jahreszeiten (2 Folgen)
- 1980: Fremde Federn: Boshafte und andere Parodien
- 1985: Der Leihopa (Folge: Der Nothelfer)